# Nissage Saget

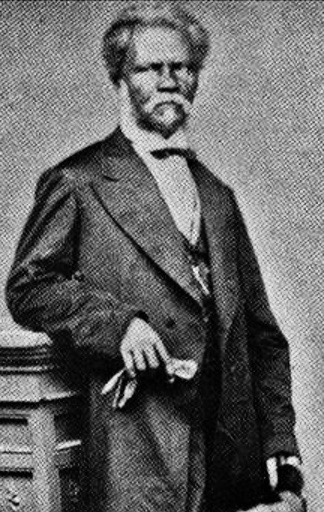

Jean-Nicolas Nissage Saget (Saint-Marc, 20 de outubro de 1810 - Saint-Marc, 07 de abril de 1880) foi um político haitiano que presidiu o Haiti em duas oportunidades (foi o décimo presidente do país), sendo a primeira de 20 de março a 2 de maio de 1867 e então novamente de 27 de dezembro de 1869 a 13 de maio de 1874.